# Johnny Berchtold
Johnny Berchtold (Hamilton, 7 luglio 1994) è un attore statunitense.

## Biografia
Cresciuto nella sezione Mays Landing di Hamilton Township, nel New Jersey, Berchtold si è laureato alla Oakcrest High School e ha frequentato la University of the Arts.
Raggiunge la fama con il film della MGM+ The Passenger nel 2023. Successivamente è stato selezionato per interpretare il ruolo di Richard Beck nella terza stagione della serie televisiva Reacher su Amazon Prime Video.

## Vita privata
L'attore ha una relazione con Casey Bailey, assistente al casting a Los Angeles: la coppia ha una relazione da quando entrambi avevano sedici anni, nel 2010, e nel 2020 l'attore ha chiesto alla compagna di sposarlo.

## Filmografia

### Cinema
- Jogger, regia di Jon Walkup – cortometraggio (2015)
- Flesh & Blood, regia di David Alvarez (2016)
- Lucidity, regia di David Alvarez – cortometraggio (2017)
- The Impossible Joy, regia di Karl Richter – cortometraggio (2017)
- 10 Guys Every Girl Meets at a House Party, regia di Marcella Di Pasquale e Julia Alexa Miller – cortometraggio (2017)
- Culdesac, regia di Dylan Ashton – cortometraggio (2017)
- Cross, regia di Jason Park – cortometraggio (2018)
- How Far, regia di Alexis Ostrander – cortometraggio (2019)
- Dead Wonder, regia di Michael J. Murphy – cortometraggio (2020)
- Kaleidoscope Kids, regia di Colton Tran – cortometraggio (2021)
- A Hard Problem, regia di Hazart (2021)
- The Forbidden Wish, regia di Michael Carnick (2021)
- Demon Juice, regia di Shannon Brown – cortometraggio (2021)
- Dog Gone - Lo straordinario viaggio di Gonker (Dog Gone), regia di Stephen Herek (2023)
- Snow Falls, regia di Colton Tran (2023)
- The Passenger, regia di Carter Smith (2023)

### Televisione
- Omicidi da incubo (True Nightmares) – serie TV, 1 episodio (2016)
- Murder Among Friends – serie TV, 2 episodi (2017)
- Manhunt – serie TV, 1 episodio (2017)
- The Text Committee – serie TV, 1 episodio (2017)
- Destroy X Fire – film TV (2018)
- Life as a Mermaid – serie TV, 14 episodi (2016-2018)
- The Look-See – serie TV, 4 episodi (2018)
- 20 Seconds to Live – serie TV, 1 episodio (2019)
- The Wilds – serie TV, 1 episodio (2020)
- Gaslit – miniserie TV, 2 episodi (2022)
- Le piccole cose della vita (Tiny Beautiful Things) – miniserie TV, 3 episodi (2023)
- Reacher – serie TV, 8 episodi (2025)

## Doppiatori italiani
Nelle versioni in italiano delle opere in cui ha recitato, Johnny Berchtold è stato doppiato da:
- Lorenzo Crisci in Dog Gone - Lo straordinario viaggio di Gonker
- Alberto Franco in Gaslit